# Playa del Sable (Arnuero)
La playa de El Sable o playa de Quejo está ubicada en el municipio de Arnuero (Cantabria, España). Está galardonada con Bandera Azul.
El ayuntamiento de Arnuero dedicó en 1995 una placa a Valentín San Sebastián Argos (Tino) que fue jugador de fútbol.

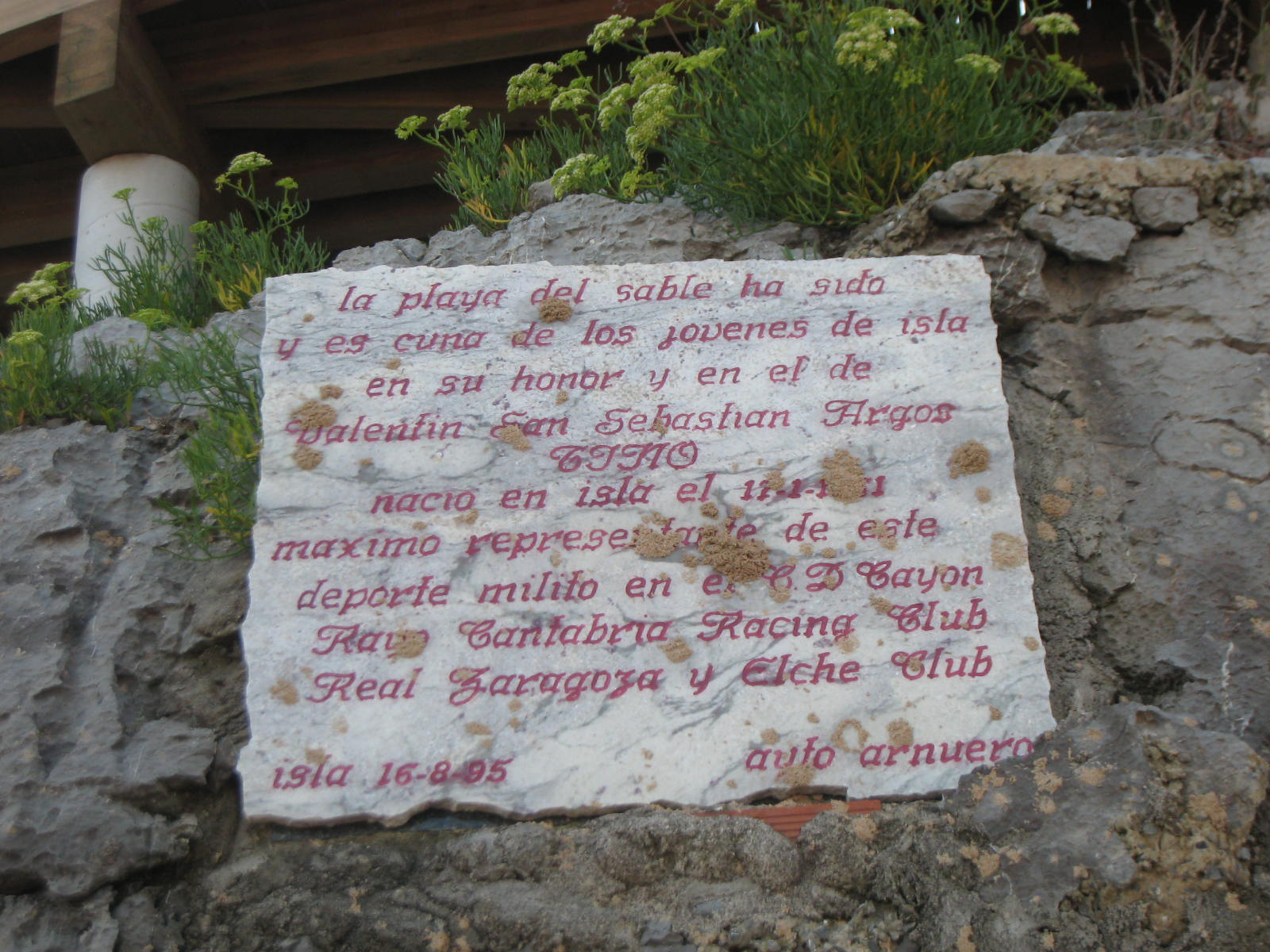
Placa

## Referencias

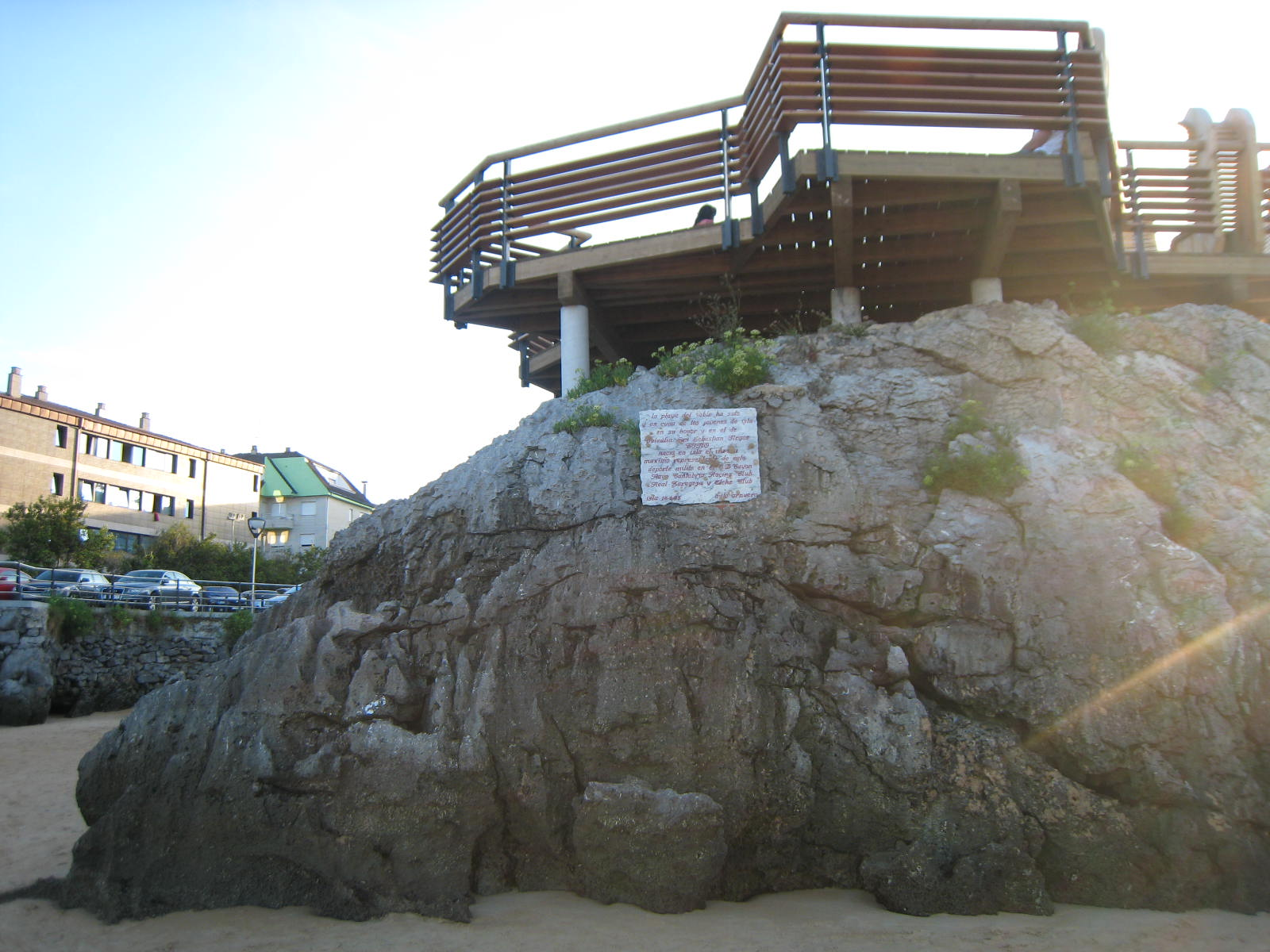
Roca en la que se fijó la placa.